# 世田谷区立世田谷小学校
世田谷区立世田谷小学校（せたがやくりつ せたがやしょうがっこう）は、東京都世田谷区宮坂1丁目にある公立小学校。

## 沿革
- 1933年（昭和8年）
  - 1月9日 - 東京府東京市世田谷尋常小学校として開校[3][4]。桜尋常高等小学校から374名が転入[4]。
  - 1月28日 - 講堂落成式を挙行。
- 1935年（昭和10年）3月25日 - 校旗を制定。
- 1936年（昭和11年）12月14日 - 校舎を増築[5]。
- 1939年（昭和14年）3月25日 - 校歌（作詞：大木惇夫、作曲：平井康三郎[6]）を制定。まことの碑を設置[4]。
- 1941年（昭和16年）4月1日 - 国民学校令施行に伴い、「東京府東京市世田谷国民学校」に改称[4]。
- 1942年（昭和17年）7月1日  - プールを落成（15m×7m）[4]。
- 1943年（昭和18年）
  - 2月1日 - 山崎国民学校の開校[1]に伴い、4年生以下30人が転出[4]。
  - 7月1日 - 東京府と東京市が統合した東京都発足（東京都制施行）により、「東京都世田谷国民学校」に改称[4]。
- 1944年（昭和19年）8月31日 - 戦局の悪化により、新潟県北魚沼郡小出町と堀之内町へ集団疎開[4]。
- 1945年（昭和20年）
  - 5月 - 校舎を、焼失した世田谷区役所庁舎の仮庁舎として利用開始[7]。
  - 5月25日 - 戦局の悪化により新潟県南蒲原郡白根町へ第2次疎開し、一旦休校[4]。
- 1947年（昭和22年）4月1日 - 学制改革に伴い、「東京都世田谷区立世田谷小学校」に改称[4]。
- 1948年（昭和23年）4月 - PTAを結成[4]。
- 1952年（昭和27年）3月1日 - 東校舎竣工落成式を挙行[4]。
- 1953年（昭和28年）4月6日 - 赤堤小学校の開校に伴い、5年生以下123人が転出[4]。
- 1958年（昭和33年）4月7日 - 世田谷小学校分校を開設し、3年生以下206人を収容[4]。
- 1960年（昭和35年）4月11日 - 分校が城山小学校として独立[4]。
- 1962年（昭和37年）6月4日 - 心身障害学級を開設[4]。
- 1968年（昭和43年）3月14日 - 体育館と特別教室4室分を落成[4]。
- 1970年（昭和45年）3月20日 - 25mプールを落成[4]。
- 1971年（昭和46年）11月30日 -  鉄筋コンクリート造の校舎（普通教室4室・特別教室1室・事務室）を落成[4]。
- 1974年（昭和49年）
  - 2月14日 - 鉄筋コンクリート造の東校舎を落成[4]。
  - 9月2日 - 校庭を舗装[4]。
- 1988年（昭和63年）3月4日 - 給食室を改築[4]。
- 1995年（平成7年）3月20日 - プールを改修[4]。
- 1997年（平成9年）10月1日 - 本校舎を改修[4]。
- 2010年（平成22年）8月31日 - BOP室（放課後子供教室）・図書館・図書コーナーを設置[4]。
- 2013年（平成25年）4月1日 - 地域運営学校「巴の学び舎」に転換[4]。
- 2014年（平成26年）4月1日 - オリンピック教育推進校、世田谷区道徳センター校に指定[4]。

## 学区
- 桜1丁目（全域）
- 宮坂1丁目（全域）
- 宮坂2丁目（1 - 23番）
- 経堂1丁目（1番(2号・16 - 18号)、8番(2号・18号以降)、9番(2号・16号・17号・21号)）

出典：

## 進学先中学校
- 世田谷区立桜木中学校（世田谷区桜）

出典：

## アクセス
- 東急電鉄世田谷線宮の坂駅より、
  - 出口3（下高井戸行のりば）から、徒歩約310m・約5分。
  - 出口1（上町・三軒茶屋方面行のりば）から、徒歩約320m・約5分。
- 小田急電鉄小田原線豪徳寺駅から、
  - 徒歩約585m・約9分。
  - 東急世田谷線山下駅に乗り換え、宮の坂駅下車後、徒歩。

## 周辺
住宅地が広がっている。
- かなざわ内科クリニック - 敷地が隣接
- 東京都道427号瀬田貫井線
- 世田谷八幡宮 - 世田谷区道をはさんで、敷地が隣接。
- 世田谷区役所宮坂区民センター
- 豪徳寺
  - 井伊直弼墓
- 東京都道423号渋谷経堂線
- 乗泉寺別院